# Eduard von Reuter
Eduard Reuter, ab 1913 Ritter von Reuter (* 11. Oktober 1855 in München; † 1942), war ein deutscher Bauingenieur und hochrangiger bayerischer Baubeamter.

## Leben
Reuter studierte Bauingenieurwesen an der Technischen Hochschule München. 1874 wurde er Mitglied des Corps Vitruvia München. Nach dem ersten Staatsexamen im Hochbaufach begann er 1875 als Baureferendar die Beamtenlaufbahn. Das zweite Staatsexamen legte er 1880 ab und war zunächst als Bauamtsassessor in Passau tätig. 1885 wechselte er zum Landbauamt München, wo er 1890 zum Regierungs- und Kreisbauassessor ernannt wurde. 1898 wurde er in die Oberste Baubehörde berufen, wo er noch im gleichen Jahr zum Regierungs- und Kreisbaurat, 1900 zum Oberbaurat und 1909 zum Ministerialrat befördert wurde. Er verantwortete dort das Hochbauwesen, bis er 1917 in das Bayerische Staatsministerium des Inneren versetzt, zum Vorstand der Zentralstelle des bayerischen Bauwesens ernannt und zum Ministerialdirigent befördert wurde. Dieser stand er bis zum 30. September 1921 vor.
Reuter machte sich um das staatliche Bauwesen in Bayern verdient. Er war Verfechter eines wirtschaftlichen Arbeitens der Bauverwaltung durch organisatorische Zusammenfassung aller technischen Teilgebiete in einer Großbehörde. Diesem Grundsatz folgend gelang es ihm, Hochbau, Tiefbau, Straßen- und Wegebau, Brückenbau, Wasserbau, Wasserkraftnutzung, Elektrizitätsversorgung und Kulturbau in der Zentralstelle des bayerischen Bauwesens zusammenzuführen, mit einem technisch gebildeten Vorstand an der Spitze. Entwürfe zu etwa 180 Staatsbauten wurden von ihm beurteilt und genehmigt, so zum Neubau des Polizeidirektionsgebäudes in München, verbunden mit dem Erhalt der Münchener Augustinerkirche. Maßgeblich auf ihn gingen im Baupolizeiwesen Bestimmungen zur Freihaltung von Grünflächen als Ausgleichsflächen bei der Erschließung von Neubaugebieten sowie Erhaltung von Aussichtswegen an Ufern von Seen und Flüssen zurück.
Er engagierte sich für den Heimat- und Naturschutz. Auf dem ersten Deutschen Naturschutztag am 26. Juli 1925 in München hielt er die Begrüßungsrede. 1926 regte er die Schaffung eines zwischenstaatlichen Pflanzenschutzgesetzes zum Schutz der Alpenpflanzen an. Von 1922 bis 1934 war er Vorsitzender im Bund Naturschutz in Bayern.

## Auszeichnungen
- 1906: preußischer Königlicher Kronen-Orden
- 1913: Ritterkreuz vom Verdienstorden der Bayerischen Krone (verbunden mit der Nobilitierung)
- 1916: König Ludwig-Kreuz
- 1917: Luitpoldkreuz
- 1918: Ritter II. Klasse des Verdienstordens vom Heiligen Michael
- 1918: preußisches Verdienstkreuz für Kriegshilfe
- Ehrensenator der Technischen Hochschule München[1]
- 1. Oktober 1921: Bayerischer Staatsrat (zur Pensionierung)[2]
- Benennung der Von-Reuter-Straße in München-Allach[6]